# Лупче (озеро)
Лупче (уст. Нижнее Лупчезерское) — озеро в Кандалакшском районе Мурманской области России. Расположено в нижнем течении реки Лупче-Савино (бассейн Белого моря) и входит в группу Лупчезерских озёр на этой реке.
Находится на территории городского поселения Кандалакша, к северо-западу от исторического центра города. По северному побережью озера проходит автомагистраль Р21 «Кола», за которой расположен военный посёлок Лупче-Савино.
Высота над уровнем моря — 23,1 м. Форма озера продолговатая: оно почти на 0,7 километра вытянуто с северо-запада на юго-восток. Река Лупче-Савино впадает в северо-западную и вытекает из юго-восточной части озера; по ней озеро Лупче связывается с одноимённой губой Кандалакшского залива Белого моря.